# Dormeuse, cheval, lion invisibles
Dormeuse, cheval, lion invisibles est un tableau réalisé par le peintre espagnol Salvador Dalí en 1930. Cette huile sur toile surréaliste représente une créature hybride composée de formes humaines. Elle est conservée au musée national d'Art moderne, à Paris.